# Barrio de Canales
Barrio de Canales är en ort i Mexiko, tillhörande kommunen Huixquilucan i delstaten Mexiko. Barrio de Canales ligger i den centrala delen av landet och tillhör Mexico Citys storstadsområde. Orten hade 1 505 invånare vid folkmätningen 2010.